# Dillmanstown
Dillmanstown ist eine kleine Siedlung in der Region West Coast auf der Südinsel von Neuseeland.

## Namensherkunft
Die Siedlung wurde nach dem früher ansässigen Ladenbesitzer benannt.

## Geographie
Die Siedlung liegt 23 km südlich von Greymouth und 9 km südöstlich von Kumara Junction direkt am New Zealand State Highway 73 zwischen Kumara und Turiwhate. Dillmanstown liegt südwestlich des Taramakau River.

## Geschichte
Nachdem im Jahr 1876 Gold in der Region gefunden wurde, kamen über 3000 Goldsucher. Von ihnen und dem Goldbergbau zeugen die noch heute zu findenden Abraumhalden.